# Microstegium rufispicum
Microstegium rufispicum är en gräsart som först beskrevs av Ernst Gottlieb von Steudel, och fick sitt nu gällande namn av Aimée Antoinette Camus. Microstegium rufispicum ingår i släktet Microstegium och familjen gräs. Inga underarter finns listade i Catalogue of Life.